# Listă de subgenuri de hardcore

## Listă de subgenuri ale genului hardcore punk
Aceasta este o listă cu subgenuri ale genului hardcore punk:
- Crossover thrash
- Crust punk
- Deathcore
- Grindcore
- Hardcore punk
- Hatecore
- Melodic hardcore
- Melodic metalcore
- Metallic hardcore
- Mathcore
- Metalcore
- Nardcore
- Nintendocore
- Noisecore
- Post-hardcore
- Powerviolence
- Queercore
- Rapcore
- Screamo
- Skacore
- Taqwacore
- Thrashcore
- Youth Crew